# 이주일의 코미디쇼
《이주일의 코미디쇼》는 대한민국의 SBS에서 방영됐던 예능 텔레비전 프로그램이다.

## 방송 일정
- 1996년 4월 21일 ~ 1996년 11월 3일 : 매주 일요일 밤 9시 50분 ~ 10시 50분
- 1996년 11월 10일 ~ 1997년 6월 8일 : 매주 일요일 밤 10시 55분 ~ 11시 50분
- 1997년 6월 15일 ~ 1997년 10월 12일 : 매주 일요일 밤 9시 50분 ~ 10시 50분
- 1997년 10월 19일 : 일요일 밤 10시 55분 ~ 11시 55분
- 1997년 10월 26일 ~ 1998년 1월 11일 : 매주 일요일 밤 10시 45분 ~ 11시 45분
- 1998년 1월 18일 ~ 1998년 2월 22일 : 매주 일요일 밤 11시 5분 ~ 12시 5분
- 1998년 3월 1일 ~ 1998년 4월 19일 : 매주 일요일 밤 10시 55분 ~ 11시 50분

## 진행자
- 이주일

## 오케스트라
- sbs 관현악단 - 지휘 김정택

## 제작진
- 기획·연출 : 배철호(이후 이기진 이제권 PD를 거쳐 정환식 PD로 연출자가 바뀜)

## 결방
- 1996년 11월 24일 - 창사특집 <나일 대기행> 편성[1]
- 1997년 4월 13일 - 9시 50분부터 특선영화 《배트맨 2》편성[2]
- 1997년 9월 14일 - 8시 50분부터 《이웃집 여자》 21~22회 연속 편성
- 1997년 12월 7일 - 8시부터 특별생방송 <대통령 후보 초청 합동 토론회> 편성에 따라 《아름다운 죄》가 10시, <천일야화>가 11시로 이동하여 결방
- 1998년 2월 8일 - 특집 다큐멘터리 <한국의 약초> 2부 편성

## 시간대 변경
- 1996년 8월 4일 - 7시 30분부터 올림픽 중계 편성에 따라 10시 40분으로 옮겨갔고[3] 이 과정에서 <코미디 펀치펀치>가 6시로 이동했으며[4] 《TV 전파왕국》 결방
- 1996년 8월 11일 - 8시 50분부터 납량특선영화 《에이리언 2》편성에 따라[5] 11시 10분으로 이동했고 《행복의 시작》 결방
- 1997년 6월 22일 - 5시 25분부터 세계청소년축구선수권대회 <한국 VS 브라질> 중계 편성에 따라[6] 10시 10분으로 옮겨갔으며 이 과정에서 《TV 가요 20》이 4시 35분, 《아이러브 코미디》가 7시 30분, <뉴스큐>가 8시 30분, <오늘의 스포츠>가 9시 10분, 《꿈의 궁전》이 9시 20분, 《70분 드라마》가 11시 25분으로 이동했고 <TV특급 일요일이 좋다> 결방
- 1997년 8월 24일 - 6시 30분부터 월드컵대표 평가전 <한국 VS 타지키스탄> 중계 편성에 따라 따라 10시로 이동했고 이 과정에서 《아이러브 코미디》가 5시 30분, 《이웃집 여자》가 9시로 옮겨갔으며 <TV특급 일요일이 좋다> 결방
- 1997년 12월 14일 - 8시부터 특별생방송 <대통령후보 초청 합동토론회> 편성에 따라 11시 5분으로 옮겨갔고 이 과정에서 《타임캡슐 대작전》이 6시 30분, 《아름다운 죄》가 10시로 이동했으며 《그것이 알고싶다》 결방
- 1998년 1월 18일 - 7시부터 <김대중 대통령 당선자 국민과의 대화> 편성에 따라 11시 5분으로 옮겨갔으며 이 과정에서 《TV 가요 20》이 4시 30분, 《타임캡슐 대작전》이 5시 30분, 《아름다운 죄》가 9시, 《모래시계》가 10시로 이동했으며 《그것이 알고싶다》 결방

## 방송 편성 문제
정계에 입문하며 한동안 방송 활동을 중단했던 MC 이주일은 해당 프로그램을 통해 방송 활동을 재개하였다. 그러나 이 프로그램은 여러 차례 방송통신심의위원회의 제재를 받으며 논란의 중심에 섰다.
1996년 7월 14일과 21일 방송분에서는 임현식, 진도희 등 초대손객과 저속한 대화를 나눈 데다, 매회 종료 멘트에서 성과 관련된 내용을 지나치게 선정적으로 묘사하고 불건전한 남녀관계를 표현한 점이 문제가 되었다. 이에 더해, 같은 채널의 수목 미니시리즈 《남자대탐험》 중 일부 저속한 장면을 상당 시간 재방송함으로써, 1996년 8월 9일 방송위원회 전체회의에서는 프로그램에 대해 '시청자에 대한 사과명령' 조치를 내렸다.
하지만 같은 해 8월 25일 방송에서는 성우 겸 배우 양택조를 게스트로 초청하여 베드신을 중심으로 성적 대화를 나누는 과정에서 선정적인 표현을 반복하여 결국 방송위원회로부터 '경고' 조치를 받았다. 또한, 임산부를 주제로 다룬 '이쁜이 산부인과' 코너에서는 임산부들의 인격을 모독하고 신체적 모욕을 주는 표현이 자주 등장하였으며, 1997년 11월 17일 방송위원회 전체회의에서 이 역시 '경고' 조치를 받았다. 특히, 같은 달 16일 방송에서는 "남편이 잠자리에서 내 배를 축구공으로 알고 찼다", "남편이 (임신한 모습이 흉하다고) 집안 거울을 다 깨버렸다"는 등의 대사가 여과 없이 방영되어 사회적 비판을 받았으며, 결국 이 코너는 11월 23일부터 방영이 중단되었다.
한편, 제2회 전국동시지방선거 입후보 예정자였던 MC 이주일은 프로그램을 통해 국회의원 선거 유세 내용과 가족사를 공개해 지자제선거방송심의위원회로부터 '경고' 조치를 받았다. 마지막 방송이자 100회 특집으로 방영된 1998년 4월 19일자 방송에서는, MC 이주일이 녹화장에서 기자들에게 "지방선거도 있고... 자치단체장으로서 지역민들에게 봉사하고 싶다"고 발언한 내용이 방송되었으며, 이 내용은 4월 18일 일부 언론에도 보도되었다.
해당 방송에서는 ‘이주일의 타임캡슐’, ‘허튼소리’ 등의 코너를 통해 이주일 본인과 관련된 업적 및 개인적 서사를 강조하였으며, 유행어 회고, 자막을 통한 인생 요약 등 자전적 내용이 다수 포함되었다. 이러한 점은 공정성에 대한 논란을 불러일으켰고, 마지막 방송 내용이 과도하다는 혹평을 받았다.
더불어, 프로그램 전반에 선정적이고 조잡한 내용이 다수 포함되어 있다는 점이 지적되었다. 특히, '김형곤의 돋보기와 졸보기' 코너에서는 여성 보조 진행자들이 선정적인 복장을 한 채 허벅지나 엉덩이에 퀴즈 정답을 붙이고 등장하였고, 이를 떼는 과정에서 성적 암시가 강한 연출이 포함되어 여성에 대한 성적 대상화가 심각하다는 비판을 받았다. 이로 인해 해당 프로그램은 한국여성단체연합이 발표한 ‘걸림돌’ 리스트에 선정되는 불명예를 안게 되었다.

## 참고 사항
- 원래는 《이주일의 투나잇쇼》였으나, 1997년 3월 9일부터[7] 《코미디쇼》로 바뀌었으며 SBS가 《임꺽정》을 통해 주말 특별기획 드라마를 신설하자 1996년 11월 10일부터 일요일 밤 10시 55분으로 옮겨갔고 SBS가 《임꺽정》후속 《아름다운 그녀》를 끝으로 주말 특별기획 드라마를 폐지하면서 1996년 11월 3일까지의 시간대로 회귀했다가 1997년 가을개편부터 일요일 밤 10시 45분으로 이동했는데 SBS는 1997년 7월 5일부터 《머나먼 쏭바강》 《모래시계》 《임꺽정》등을 주말 밤 9시 50분에 재편성할 계획이었지만[8] 해당 프로그램 등을 폐지하거나 시간대를 옮겨야 하는 등 여러 가지 사정 때문에 무산됐다.
- 초창기에는 높은 시청률 30%대로 인기를 누렸으나 지나친 선정성 탓인지[9] 1996년 최악의 비드라마 1위에 선정되는 불명예를 안게 되자[10] 앞서 언급한 것처럼 다음 해 3월 9일부터[11] 해당 제목으로 변경시켰는데 선정성[12] 폭력성[13] 등으로 비난을 사 1997년 9월 28일부터 본격 정치풍자극으로 성격을 변경시켰지만[14] 인기가 갈수록 떨어져 그 해 최악의 비드라마 2위에 선정되는 불명예를 안아[15] 시청률 부진을 면치 못하자 폐지되는 비운을 맞게 되었다.